# 激光打印机

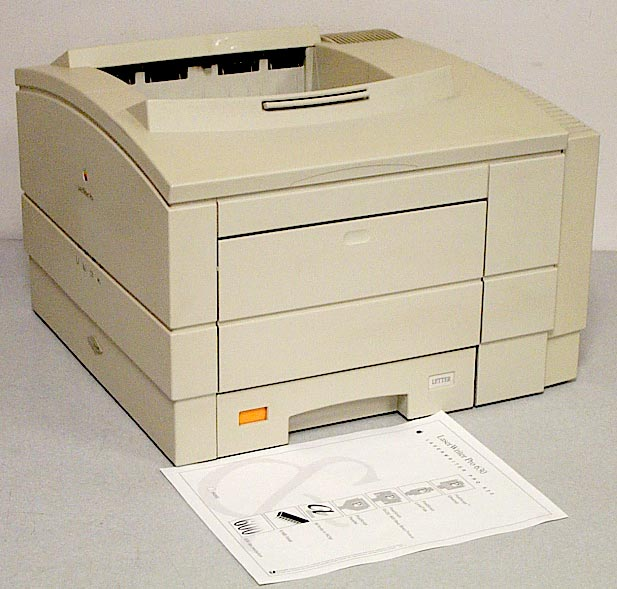
1993年 苹果公司 LaserWriter Pro 630 激光打印机

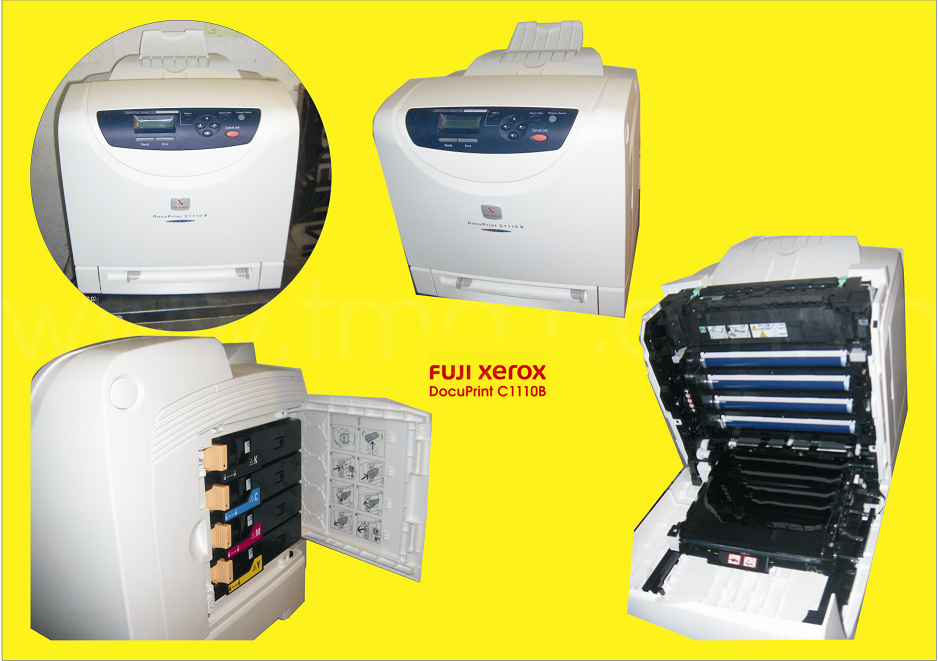
富士施乐 C1110B 彩色激光打印机

雷射印表機（英语：laser printer）是一種常見的在普通紙張上快速印製高品質文本與圖形的印表機。與影印機一樣，雷射印表機也是採用靜電複印的方式，但是與影印機不同的是其圖像直接通過雷射光束在印表機光鼓上進行掃描生成。

## 综述
与其它类型打印机相比，激光打印机有很多突出的优点。与击打式打印机不同，激光打印机可以打印文本与图形混合的内容，包括不同的字形与字符大小以及半色调图像。激光打印机使用黑色或者彩色的粉末状色粉，而不是使用液体墨水。热敏打印机打印机结果的纸如果靠近热源的话，就会变脏，而激光打印机不需要特殊的纸张。与喷墨打印机相比，激光打印机的优点印制成本较低，并且激光打印机一次就可以印制整页的图像，而不像喷墨打印机那样通常每次只能印制很窄的一条，因此激光打印机打印速度更快。但是，激光打印机通常是生成栅格图像，除非是用非常高的分辨率，很难生成如照片这样连续色调的高品質图像。
最慢的激光打印机的打印速度大致为4 PPM（页／分钟），并且价格较低。但是，受许多因素的影响，打印机的速度可能会大不一样，这些因素之一就包括待处理的任务中图形的数量。最快的打印机打印速度可达200 PPM单色文档，即每小时可以打印12,000页。最快的彩色激光打印机速度可达100 PPM，每小时可以打印6000页。高速的激光打印机通常用于印制大量邮寄的个人文档资料，如信用卡或者账单等，并且在一些商业应用领域与平版印刷进行竞争。
这项技术的使用成本取决于纸张成本、更换色粉、光鼓、加热定影机构以及走纸机构等耗材的费用。通常使用软塑料光鼓的激光打印机在需要更换光鼓的时候就会发现其成本非常高昂。
双面打印机可以将纸张费用降为一半，并且可以减少文件的尺寸与重量。以前只有高端的打印机才有双面打印功能，如今中档的办公用打印机也开始普及双面打印功能，但是仍然有许多打印机并没有双面打印的功能。由于走纸机构较为复杂，双面打印可能会降低打印速度。

## 历史

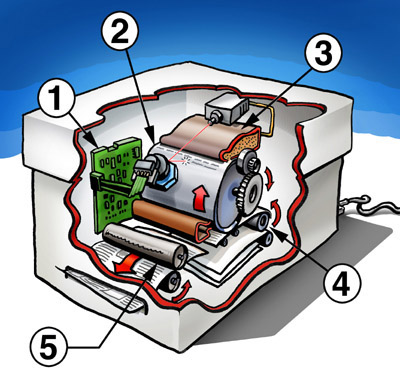
雷射印表機構造的碳粉成像原理
1.控制電路
2.發光二極體照射頭
3.碳粉夾
4.進紙捲軸
5.出紙捲軸

第一款激光打印机是全錄公司的研究人员Gary Starkweather于1971年通过修改一台全錄复印机而制造出来。最终激光打印机为施乐公司带来了数十亿美元的业务。
第一款激光打印机的商业产品是IBM于1976年推出的用于打印发票或者邮址的IBM 3800 型激光打印机。在技术文档上它经常被冠以“占据了整个房间”的描述，以表示它是后来大家熟悉的用于个人电脑的打印机的原型。尽管它比较庞大，但它是一款用于全新领域的设计。直到如今，仍有许多3800在使用。
第一款用于单个电脑的激光打印机是施乐公司于1981年推出的Xerox Star 8010。尽管它有许多创新，但由于售价高达$17,000，所以只有少数一些实验室与机构购买了这款产品。随着个人电脑变得更为普及，第一款面向大众市场的激光打印机HP Laserjet 8ppm于1984年面世，它使用了佳能公司开发的硬件机构，惠普公司开发了控制软件。很快许多其它激光打印机厂商如Brother Industries、IBM等紧随HP Laserjet相继推出了各自的激光打印机产品。
但是，最为显著的是随着1985年苹果电脑公司用于Apple Macintosh的LaserWriter以及Aldus PageMaker软件的推出带来的桌面出版的普及。使用这些产品，普通用户就可以制作以前只有经过专业排版才能完成的文档。
同大多数电子产品一样，激光打印机的价格也在大幅度地下降。1985年，HP LaserJet售价为$2995.00，重达71英磅（32.21）。带有更强大处理器以及Postscript页面描述语言的Apple LaserWriter重达70英磅（31.75），售价为$7000.00。（生产Laserwriter的工厂中的厂规禁止任何人独自抬起打印机）。如今，类似的有更大内存、更快打印速度以及双面打印能力的激光打印机大约售价为$300.00。最简单的激光打印机售价低于$100.00，但是实用性较差。

## 工作原理
通常激光打印机的工作过程分为六步：

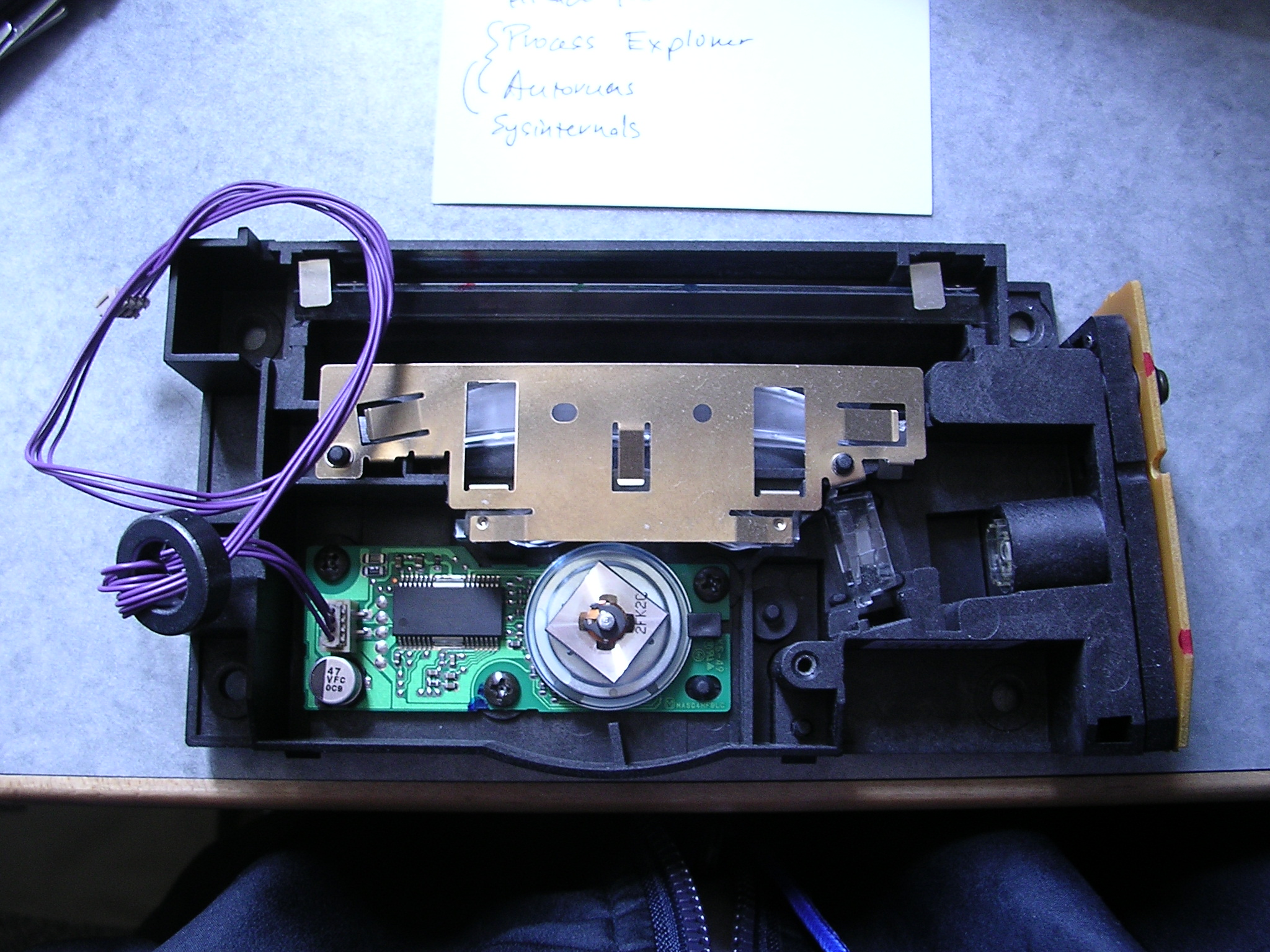
分拆开的激光打印机打印头

- 充电：电晕线圈（旧式打印机）或者主充电转轴将静电投射到光感受器上，这个光感受器通常是旋转的光鼓或者光带，它能够保持所得到的静电直到特定波长的电磁辐射将它清除。
- 曝光：光栅图像处理器（RIP）芯片将图像转换为可以扫描到光鼓的合适栅格图像。激光经过一个由透镜及反射镜组成的系统运动镜面从而投射到光鼓上。由于激光是高精度的连续光照，所以选用激光（目前常用的是激光二极管）。光鼓上被激光照射到的地方静电就被释放，这样就在光鼓上形成了一个隐藏的光电图像。
- 显影：然后带有隐藏图像的光鼓经过由非常微小的塑料粉末与黑色碳粉或者其它彩色载体组成的色粉。这些带电的色粉通过静电就被吸引到激光所绘的隐藏图像处。
- 转印：光鼓压过或者卷过纸张就把图像转印过去。高端机器在纸的背面使用带有正电的转印转子将色粉从光鼓吸引到纸上。
- 定影：纸张经过有较高温度（200 摄氏度）、较大压力的定影熔化装置，塑料色粉就固定到纸上。
- 清洁：当打印过程结束时，一个电中性的橡胶刀片从光鼓上清除多余的色粉到垃圾库中，放电灯将光鼓上的剩余电荷清除。

不同的打印机实现这些步骤的方法也有所不同。一些激光打印机实际上使用一排的发光二极管在光鼓上操作。色粉是蜡质的或者塑料的，这样就可以使纸张通过定影机构时，色粉成分能够熔化。纸张可能用相反的电荷充电，也可能不进行充电。定影熔化器可以是红外箱、加热过的加压滚轮或者是一些高速、昂贵打印机所用的氙气灯。打印机初始加电的热过程是定影熔化部分的重要过程。许多打印机有色粉节约模式或者经济模式，它以较低对比度为代价可以实现较大幅度的节约。彩色激光打印机在三个不同的步骤或者通道分别打印彩色（通常是青色、黄色、洋紅色三种颜色，但是也有例外）。
除了这些组成部分之外，通常的维护过程是要清理机械机构，以及清理或者替换送纸辊筒。这个辊筒有一个很厚的橡胶敷层，使用时间一长可能会有灰尘或者纸张碎屑在上面影响齿轮工作。通常可以用非棉湿抹布进行清理，另外还有一些化学的方法可以帮助恢复橡胶的抓纸力。

## 密码标记

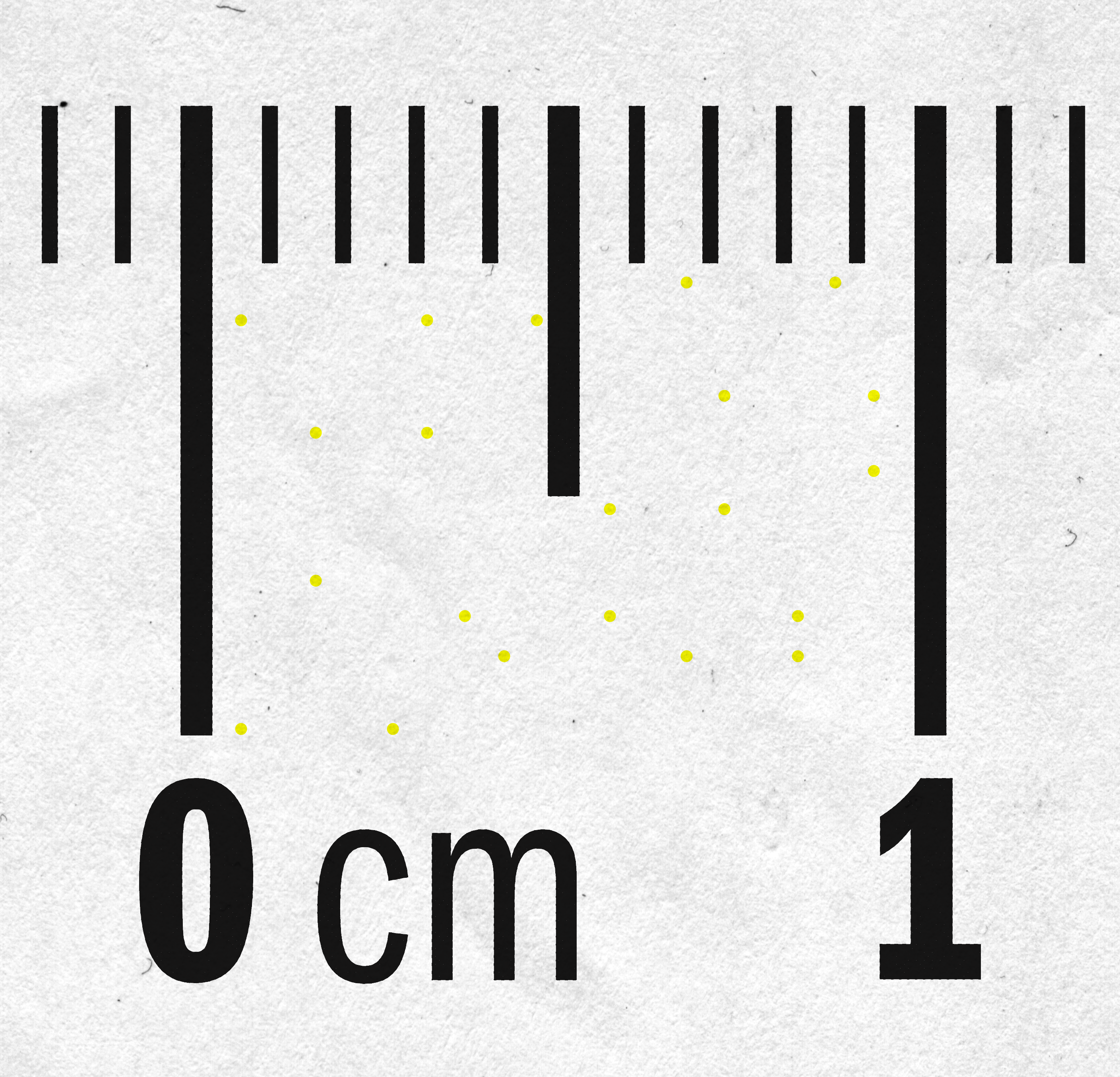
激光打印机在白纸上打印的尺寸为 0.1mm 的小黄点。点击查看更大的清晰图像

先进的彩色打印机通过打印难于察觉的栅格点用于识别目的。这些点大约是0.1毫米大小的黄色点，每个栅格是1毫米。据称这是美国政府与打印机厂商之间的一项协议以用于追踪伪钞的制造。
在每页打印结果中的这些点中都带有打印日期、时间、二进制编码的十进制打印机序列号或其他代碼，这样制造商就可以根据打印结果去识别购买的地点，甚至是购买者。而企業、政府及軍方等單位也可在機密文件或資料遭列印外流時，依此追查文件從哪部印表機列印，進而查出列印者。有人担心这会威胁到使用这些打印机的隐私权及匿名权。